# Marillenknödel
I Marillenknödel (Knödel di albicocca) sono un piatto dolce comune nella cucina austriaca (soprattutto a Vienna), nella cucina altoatesina così come in quella della Boemia, della Moravia e di Trieste, dove ne esiste la variante dei gnocchi di susine (prugne). Il termine austriaco Marillen si traduce in italiano come albicocche e quindi questo dolce si trova principalmente nelle zone in cui i frutteti di albicocche sono comuni. Esempi di tali aree potrebbero includere la Wachau e la Val Venosta. In Alto Adige i Marillenknodel sono tutelati come prodotto agroalimentare tradizionale.
Questa tipologia di Knödel vengono formati a partire da un impasto, in cui vengono poste albicocche o susine. Gli gnocchi vengono poi bolliti in acqua leggermente salata e ricoperti nel pangrattato e poi fritti e infine cosparsi di zucchero a velo. La pasta è solitamente fatta di patate.
Presso la gelateria Kurt Tichy a Vienna si possono anche trovare anche i Eismarillenknödel, dove la pasta è fatta di gelato e al di sopra viene cosparso da una miscela di noci e zucchero.

## Curiosità
Il dolce era uno dei piatti preferiti del compositore austriaco Gustav Mahler, visto che egli era vegetariano, e un suo amico, il musicologo Ludwig Karpath, ha raccontato un simpatico episodio che riguardava la passione per il dolce di Mahler e la ignoranza sul dolce dello stesso.
Appena saputo che a lui il dolce non piaceva molto Mahler si meravigliò del fatto e gli disse sorpreso ''Cosa! Esiste un viennese a cui il Marillenknoedel non significa niente? Vieni subito con me a mangiarlo. Mia sorella Justi ha una sua ricetta infallibile e vedremo se rimarrai indifferente alla sua versione.''

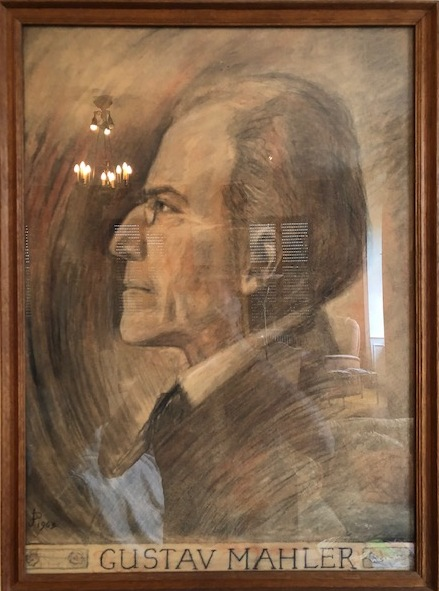
Il popolare compositore Gustav Mahler in un dipinto. Egli andava matto per il dolce, e ogni volta che sua sorella Justi lo cucinava egli rimaneva sorpreso da quando era buono, anche nella versione cucinata ogni volta da lei.

Infatti non sappiamo quanto fosse utile Mahler in cucina, ma sappiamo che sua sorella, Justine, cucinava quasi sempre la sua versione del Marillenknoedel - di cui andava ghiotto e che a Vienna andava a ruba nei anni in cui il compositore viveva.